# Marian Opania

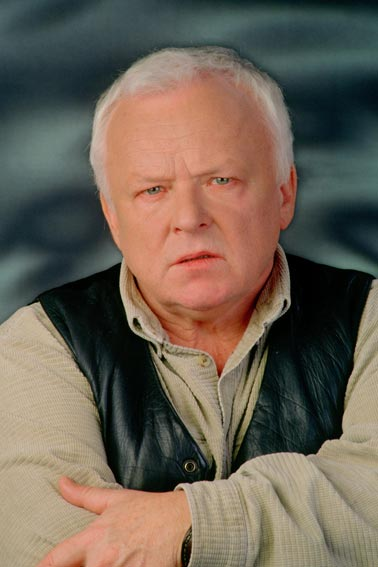
Marian Opania

Marian Opania (* 1. Februar 1943 in Puławy) ist ein polnischer Schauspieler.

## Leben
Marian Opania erhielt seine Schauspielausbildung an der Staatlichen Schauspielschule PWST in Warschau. Das Studium schloss er 1964 erfolgreich ab. Im gleichen Jahr gab er sein Theaterdebüt und ein Jahr später sein Filmdebüt. Popularität erlangte er 1970 durch die Fernsehserie Vier Panzersoldaten und ein Hund. Marian Opania ist der Vater des Schauspielers Bartosz Opania (* 1970).

## Filmografie (Auswahl)
- 1964: Beata
- 1961: Liebe mit zwanzig (L’amour á vingt ans)
- 1965: Der Augenblick des Friedens (Les rideaux blancs)
- 1969: Nachbarn (Sąsiedzi)
- 1970: Die Fähre (Prom)
- 1972: Eine Perle in der Krone (Perła w koronie): Regie: Kazimierz Kutz
- 1972: Der Finger Gottes (Palec bozy)
- 1973: Die Errettung (Ocalenie): Regie: Edward Żebrowski
- 1981: Der Mann aus Eisen (Człowiek z żelaza): Regie: Andrzej Wajda
- 1981: Schauder (Dreszcze): Regie: Wojciech Marczewski
- 1983: Mutter Krol und ihre Söhne (Matka Krolow): Regie: Janusz Zaorski
- 1983: Blutiger Schnee (Wedle wyroków twoich...): Regie: Jerzy Hoffman
- 1985: Chronik von Liebesunfällen (Kronika wypadków miłosnych)
- 1987: Held des Jahres (Bohater roku): Regie: Feliks Falk
- 1989: Dekalog, Acht
- 1991: Rozmowy kontrolowane: Regie: Sylwester Chęciński
- 2001: Weiser: Regie: Wojciech Marczewski
- 2001: Der schwarze Strand (La plage noire): Regie: Michel Piccoli
- 2002: Chopin – Sehnsucht nach Liebe: Regie: Jerzy Antczak
- 2005: Der Gerichtsvollzieher (Komornik): Regie: Feliks Falk